# Bufo eichwaldi
Bufo eichwaldi ist eine Art der Echten Kröten mit einem kleinen Verbreitungsgebiet westlich und südlich des Kaspischen Meeres. Die Art ist erst 2008 beschrieben worden.

## Merkmale
Es handelt sich um eine relativ große Krötenart, Weibchen erreichen 17, Männchen 12 Zentimeter Körperlänge.
Die Art ähnelt sehr den verwandten Arten Erdkröte und Kolchische Kröte und ist morphologisch nur schwer von diesen unterscheidbar (Kryptospezies). Im Wesentlichen beruht die Unterscheidung auf genetischen Markern und dem Vergleich von Allozymen. Morphologisch kann die Unterscheidung anhand der Proportionen des Kopfes (Schnauzenlänge und -breite im Verhältnis zur Kopflänge) versucht werden. Dieses Merkmal ist geschlechtsspezifisch: Die Schnauze der Männchen ist erheblich länger als die der Weibchen. Typisch bei beiden Geschlechtern ist, dass sie am Ende abrupt abgesetzt und dadurch im Profil eckig, nicht abgerundet, ist. Als Unterschied zur Kolchischen Kröte ist der Bauch der Männchen ausgedehnt schwarz gefleckt (bei dieser Art nur bei den Weibchen). Die Haut trägt, wie typisch für die Gattung, auf der Oberseite zahlreiche Warzen, die bei dieser Art im Profil rundlich und auf der sonst relativ glatten Haut weit voneinander abgesetzt sind.

## Ökologie und Lebensweise
Bufo eichwaldi ist eine Art der hyrkanischen Waldzone, sie lebt in den subtropischen, feuchten Wäldern aus breitblättrigen, sommergrünen Laubbäumen der Hügelzone und niedrigen Gebirgslagen, gern in Bereichen mit eingesprengten Wiesen und Lichtungen. Sie ist vom Ufer des Kaspischen Meeres (auf Seehöhe) bis in etwa 1.200 Meter Höhe verbreitet. Gelegentlich wird sie in Gärten oder Teeplantagen gesichtet, kann hier aber kaum dauerhaft leben. Die Kaulquappen entwickeln sich zum Beispiel in Aufweitungen oder kleinen Anstauungen von Quellbächen. Die Art ist streng nachtaktiv und tagsüber in Verstecken verborgen.
Die Generationsdauer der Art wird auf etwa fünf bis acht Jahre abgeschätzt. Die Kröten werden im dritten oder vierten Lebensjahr geschlechtsreif. Als Laichperiode wird der Februar angegeben. Da stehende oder langsam fließende Gewässer in Hyrkanien selten sind und die Art nicht in Bäche oder Flüsse ablaicht, sind auch kleine Gewässer oder Wasseransammlungen im Habitat in der Laichzeit von Hunderten Individuen besetzt. Kaulquappen metamorphisieren im Tiefland im Mai, im Mittelgebirge im Juni bis Juli. Die frisch umgewandelten Jungkröten sind dann 12 bis 13 Millimeter lang.

## Verbreitung
Die Art wurde aus dem Talysch-Gebirge in Aserbaidschan beschrieben. Später wurde sie auch im südlich anschließenden Teil des Iran nachgewiesen. Sie ist im Iran am Nordhang des Elburs-Gebirges südlich des Kaspischen Meeres weit verbreitet, auch in den noch bewaldeten Abschnitten östlich dieses Sees.

## Gefährdung
Die Art gilt nach der Roten Liste des IUCN als „gefährdet“ (vulnerable, vu). Die Gefährdung ist begründet durch das relativ kleine Verbreitungsgebiet und die Zerstörung und Verinselung der von ihr besiedelten Wälder, die zunehmend in Kulturland umgewandelt werden. Danach wird angenommen, dass sie in den vergangenen 25 Jahren etwa 30 Prozent ihres Bestands eingebüßt hat.

## Taxonomie und Systematik
Die Art wurde benannt zu Ehren des Naturforschers Karl Eduard Eichwald. Die Vorkommen von Kröten im Verbreitungsgebiet der Art war früher schlecht erforscht, die früheren Naturforscher ordneten die hier von ihnen gefundenen Tiere entweder Bufo bufo oder Bufo verrucosissimus zu. Erst mit den modernen Untersuchungsmethoden wurde ihre Eigenständigkeit erkannt. Nach phylogenetischen Analysen, anhand des Vergleichs homologer DNA-Sequenzen, ist sie die am frühesten abgespaltene Linie des westlichen Bufo bufo-Artkomplexes und damit Schwesterart von Bufo bufo, Bufo verrucosissimus und Bufo spinosus zusammengenommen. Die Aufspaltung hat, nach den Methoden der molekularen Uhr abgeschätzt, vor etwa 9 bis 13 Millionen Jahren (nach einer anderen Abschätzung vor 7,4 Millionen Jahren) stattgefunden. Trotz der morphologischen Ähnlichkeit ist die genetische Divergenz beträchtlich, was auf stabilisierende Selektion hinweist.